# Christine Caine
Christine Caine (ur. 23 września 1966 w Sydney) – australijska ewangelistka i działaczka społeczna na rzecz zwalczania handlu ludźmi i aktywizacji chrześcijańskich kobiet.

## Życiorys
Christine Caryofyllis urodziła się w 1966 roku i została zaraz adoptowana przez rodzinę greckich imigrantów w Australii. Wychowywała się w Lalor Park (przedmieście Sydney), w tradycji prawosławnej. W młodości działała w organizacjach społecznych i chrześcijańskich na rzecz dzieci i młodzieży. Studiowała anglistykę na Uniwersytecie w Sydney. Od 1989 roku całkowicie zaangażowała się w ewangelizację. Była pastorem młodzieżowym, a następnie nauczycielem Biblii w kościele Hillsong. Przez sześć lat posługiwała w USA. W 1996 roku poślubiła Nicka Caine, z którym ma dwie córki, Catherine i Sophię.

## Działalność
Christine Caine w 2008 roku założyła, wraz z mężem, organizację The A21 Campaign, która zajmuje się zwalczaniem handlu ludźmi, pracy przymusowej, wcielania dzieci-żołnierzy i niewolnictwa seksualnego. Organizacja posiada oddziały w Australii, Grecji, Ukrainie, USA, Bułgarii, Danii, Wielkiej Brytanii, Norwegii, RPA i Tajlandii. W 2015 roku założyła i prowadzi międzynarodową organizację Propel Women, która zajmuje się uczeniem kobiet odkrywania i realizacji osobistego powołania danego przez Boga. Wraz z mężem przewodzi też neocharyzmatycznemu kościołowi Zoe Church w Australii, który posiada filie w Los Angeles, Salonikach, Sofii i Warszawie. Głosiła Ewangelię i nauczania motywacyjne w ponad trzydziestu krajach. W chrześcijańskiej stacji telewizyjnej TBN prowadzi cotygodniowy program Equip & Empower. Witryna ChurchLeaders.com, zajmująca się promowaniem chrześcijańskich liderów, w listopadzie 2017 roku umieściła ją wśród współczesnych pięciu dzielnych kobiet, które znacząco wpłynęły na Kościół dla Ewangelii Jezusa i zaryzykowały wszystko dla Boga.

## Publikacje
Christine Caine jest autorką kilku książek, z których dwie zostały przetłumaczone na polski:
- Uwolnione życie. Wydaj na świat swoje marzenia. Szczecin: Instytut Wydawniczy Compassion, 2010. ISBN 978-83-89918-95-6. Brak numerów stron w książce
- Sedno. Szczecin: Instytut Wydawniczy Compassion, 2011. ISBN 978-83-62748-17-4. Brak numerów stron w książce

Jej nauczanie ewangelizacyjne, Nie zachowuj się jak chrześcijanin… bądź nim!, zostało wydane w tłumaczeniu polskim w formie DVD.